# برج العنزة
برج الخروف أو العنزة (羊) هو أحد الأبراج الصينية الأثني عشر.

## الأعوام والعناصر الموافقة للبرج
يقال أن المولودين ضمن التواريخ أدناه من برج العنزة حسب من يعتقد بالأبراج الصينية:
- 13 فبراير 1907 – 01 فبراير 1908 : نارية
- 01 فبراير 1919 – 19 فبراير 1920 : أرضية
- 17 فبراير 1931 – 05 فبراير 1932 : معدنية
- 05 فبراير 1943 – 24 يناير 1944 : مائية
- 24 يناير 1955 – 11 فبراير 1956 : خشبية
- 09 فبراير 1967 – 29 يناير 1968 : نارية
- 28 يناير 1979 – 15 فبراير 1980 : أرضية
- 15 فبراير 1991 – 03 فبراير 1992 : معدنية
- 01 فبراير 2003 – 21 يناير 2004 : مائية
- 19 فبراير 2015 – 07 فبراير 2016 : خشبية

## مشاهير برج العنزة
- عديدة هي مشاهير هذا البرج في كافة المجالات نذكر من أبرزها : جبران خليل جبران, ألبرتو مورافيا, ألكسندر غراهام بيل, بوشكين, الملك جورج السادس, موسوليني ,بيل غيتس

|                                                                                        | الأبراج الصينية (生肖)        |
| برج الفأر (鼠 شُو) – برج الثور الصيني (牛 نيو) – برج الببر (虎 هُو) – برج الأرنب (兔 تُو) |                               |
| برج التنين (龍 لونغ) – برج الثعبان (蛇 شهْ) برج الحصان (馬 مَا) – برج العنزة (羊 يانغ)   |                               |
| برج القرد (猴 هُوو) – برج الديك (鷄 جِي) – برج الكلب (狗 غُو) – برج الخنزير (猪 زُو)       |                               |
|                                                                                        | أبراج صينية \| التقويم الصيني |